# OL加奈的歐吉桑觀察日記。
《 OL加奈的歐吉桑觀察日記》（日语：／ OL Kana no Ojisan Kansatsu Niki ?）是富士電視TWO於2013年11月4日開始播出的連續劇，主演為夏帆。
嚮往在東京丸之內辦公大樓上班的加奈，因為一字之誤而進了東京近郊位在「下丸子」負責販售淨水器的小公司「美水商事」上班。公司除了他之外，四位同事全都是年紀超過45歲的中年大叔，加奈對這些大叔們的各種奇葩行為感到震撼，於是透過每天手繪的觀察日記，紀錄這些大叔的日常生活。

## 演員陣容
- 伊藤 加奈：夏帆
- 矢尾 初：志賀廣太郎
- 佐藤 和也：佐藤二朗
- 青木 登：八嶋智人
- 富岡 大介：槙田雄司

## 外部連結
- OL加奈的歐吉桑觀察日記- 富士電視台 （日語）